# Sultanaat Atjeh
Het sultanaat Atjeh (Atjees: Keurajeun Acèh Darussalam) was een staat in het noorden van Sumatra (Indonesië) vanaf de 15e eeuw tot 1903.

## Opkomst
Wanneer de staat precies is ontstaan is onduidelijk; dit komt mede doordat de voorgaande staat Pasai ook geen duidelijk einde heeft. Sommigen laten haar beginnen rond 1300, ergens midden in de 14e of 15e eeuw, op grond van schattingen wanneer de islam de streek bereikte, of de kroning van de eerste sultan Ali Mughajat Sjah, van wie onbekend is wanneer hij precies aan de macht kwam (waarschijnlijk ca. 1514). Deze sultan maakte Atjeh de dominerende macht in Noord-Sumatra en zijn zoon Salahuddin (Ala-ad-din) breidde zijn invloed uit naar Maleisië. De zeehandel en vooral zijn pepermonopolie verschafte Atjeh welvaart, maar de Portugezen (die het sultanaat Malakka in 1511 onderwierpen) bedreigden die in toenemende mate, waardoor er strijd om de beheersing van de Straat van Malakka ontstond. Atjeh verbond zich daarop met Portugals andere vijanden, het Ottomaanse Rijk en de Republiek der Verenigde Nederlanden.

## Hoogtepunt en buitenlandse inmenging

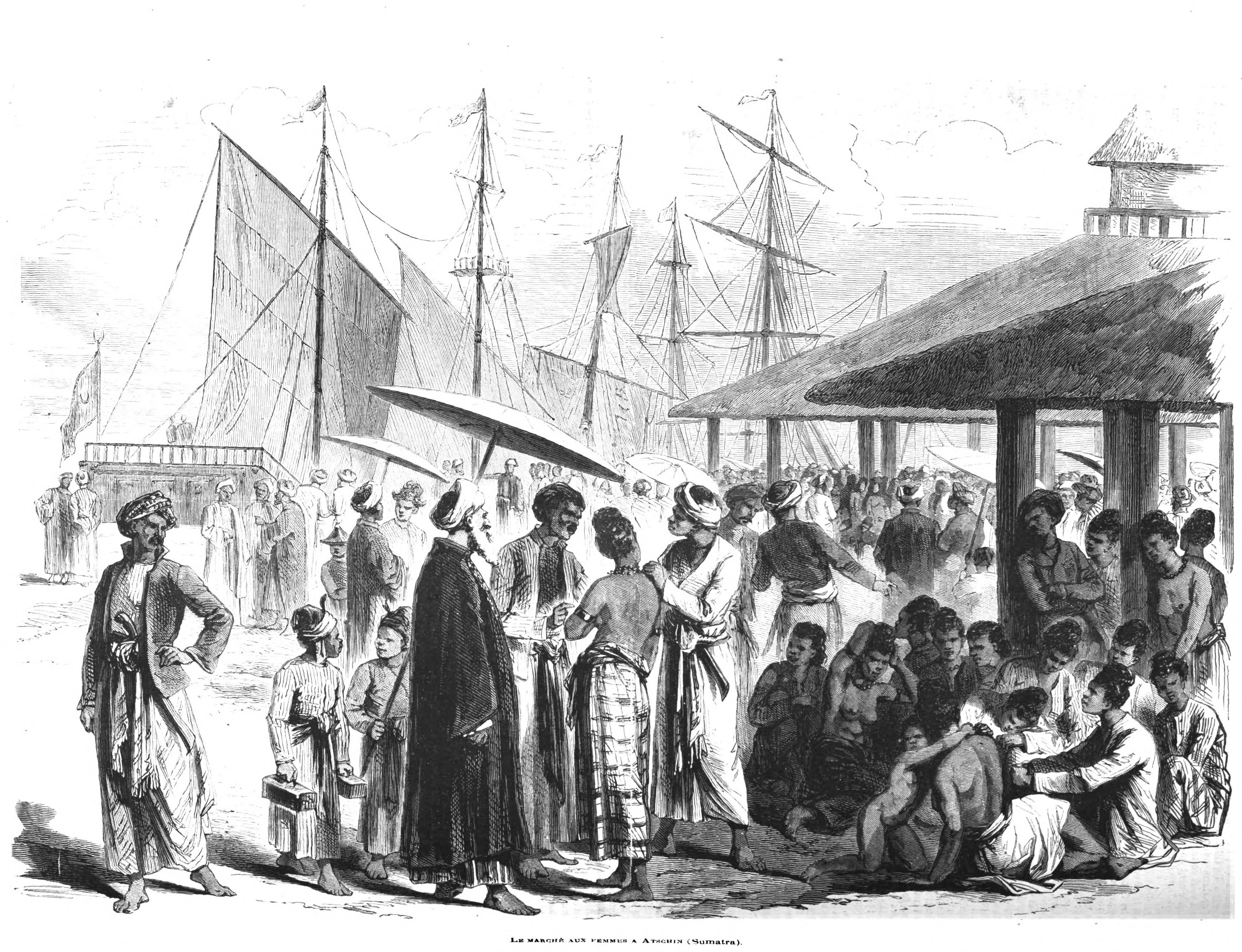
Slavenmarkt in Atjeh

Onder sultan Iskander Muda (ca. 1607–1636) bereikte Atjeh een hoogtepunt. Daarna moest het sultanaat in toenemende mate de mededinging van de Vereenigde Oostindische Compagnie dulden, die in 1641 Malakka veroverde en Atjehs pepermonopolie brak. De VOC intrigeerde met lokale stamhoofden en verzwakte het gezag van de sultan. In 1769 kwamen de Britten in Penang en brachten de peperhandel van Atjeh een gevoelige klap toe. Toch bleef het sultanaat onafhankelijk omdat Nederland noch Engeland bij machte was het gebied in te lijven.

## Negentiende eeuw
In 1824 sloten de twee Europese handelsnaties Nederland en Engeland het Londens traktaat waarbij hoofdzakelijk werd besloten dat Sumatra onder Nederlandse, en Malakka onder Britse invloedssfeer zou komen te staan. Nederland zou de Britse handel in de regio helpen beschermen en de onafhankelijkheid van Atjeh respecteren.
Het sultanaat Atjeh vormde cultureel, historisch en taalkundig een eenheid onder het gezag van een gekozen sultan. In werkelijkheid had deze echter niet veel macht. De plaatselijke radja's maakten in de meer dan honderd onderhorigheden waarin het rijk verdeeld was de dienst uit. Middelen van bestaan waren vooral de handel in peper, kamfer en betelnoten, en ook smokkel en zeeroverij. In 1857 zocht Nederland toenadering tot de sultan en sloot een verbond van vrede, vriendschap en handel. Dit leverde in de praktijk echter weinig op, de Atjeeërs voelden zich te zeer bedreigd door de aanhoudende druk die erkenning van de Nederlandse opperheerschappij beoogde. In 1871 werd in een Brits-Nederlands traktaat, het Verdrag van Sumatra, vastgelegd dat Nederland de vrije hand kreeg op dat eiland en dus ook in Atjeh. De sultan zocht nu steun bij een aantal westerse landen. Deze contacten leverden geen resultaat op, maar zorgden wel voor toenemende ongerustheid in Den Haag en Batavia. Voor gouverneur-generaal James Loudon was dit 'verraad' van de Atjeeërs reden om aan te sturen op een militaire onderwerping van dit weerbarstige sultanaat, teneinde het ten slotte volledig onder controle te krijgen.

### Atjehoorlog
Uiteindelijk werd Atjeh na twee militaire expedities van het Koninklijk Nederlandsch-Indisch Leger in 1873 en 1874 door het Koninkrijk der Nederlanden geannexeerd; de sultan moest samen met zijn 3-jarige zoon (pretendent sultan van Atjeh) vluchten. De sultan overleed enkele dagen later aan de gevolgen van cholera. Zijn zoon zou de laatste sultan van Atjeh worden. Het koloniale gezag was echter nog niet hecht gevestigd toen de Atjeese bevolking in opstand kwam en een langdurige guerrillaoorlog volhield. De Nederlanders slaagden er pas in 1904 onder kolonel Van Heutz in Atjeh grotendeels te veroveren. Onlusten en geweld bleven echter nog voorkomen tot 1914. Atjeh werd opgenomen in Nederlands-Indië.

### Vazalstaten
- Sultanaat Asahan